# 한흥 (독립운동가)
한흥(韓興, 일본식 이름: 日仙俊炯, 1888년 ~ 1959년)은 일제강점기의 독립운동가이다. 본명은 한준형(韓俊炯)이다.

## 생애
함경남도 신흥군(新興郡) 출신이다. 일찍이 만주로 망명하여 동명학교(東明學校) 교사, 권업신문사(勸業新聞社) 통신원 등으로 활약하였다고 한다. 1918년 11월 만주 길림(吉林)에서 김교헌(金敎獻)·김동삼(金東三)·조소앙(趙素昻)·이동녕(李東寧)·신규식(申圭植)·여준(呂準)·이범윤(李範允)·이상룡(李相龍)·박은식(朴殷植)·허겸(許蒹) 등 38인과 함께 대한독립선언서를 발표하였다. 1920년에는 왕청(汪淸)·혼춘(琿春)·동녕(東寧)·영안(寧安)·목릉(穆稜) 일대를 관장하는 임시정부의 간북북부총판부(墾北北部總辦部) 서기로서 김병하(金炳河)·김헌(金憲)·조봉(趙封) 등과 함께 활약하였다. 같은 해 군자금 모집차 국내에 들어와 활동하다가 체포되어 징역 5년형을 받고 옥고를 치렀다고 한다.
출옥 후 1925년 6월에는 다시 북경으로 망명하여 선두자사(先頭者社)의 동인(同人)으로 조남승(趙南升)·원세훈(元世勳)·서왈보(徐曰甫)·박건병(朴健秉) 등과 함께 활동하였으며, 중국국민과 함께 구국구족(救國救族)을 위하여 협력하자는 격문을 발표하기도 하였다. 1929년 귀국후에는 함흥에서 육영사업에 진력하였다고 한다.

## 사후
대한민국 정부는 고인의 공훈을 기리기 위하여 1968년에 건국훈장 독립장을 추서하였다.

## 학력
- 보성전문학교 졸업

## 가족관계
- 아버지 : 한섭용(韓燮容, 1859년 ~ 1919년)
- 어머니 : 강릉 유씨(江陵 劉氏)
- 배우자 : 평산 신씨(平山 申氏)
  - 아들 : 한진호(韓鎭淏, 1907년 ~ ?)
- 형: 한준길(韓俊吉), 한준현(韓俊賢)